# Галата, Денис Олегович
Денис Олегович Галата (укр. Денис Олегович Галата; род. 4 сентября 2000, Кременчуг, Полтавская область) — украинский футболист, нападающий клуба «Гробиня».

## Карьера

### «Ворскла»
Воспитанник футбольной академии кременчугского клуба «Кремень». В августе 2017 года футболист перешёл в полтавскую «Ворсклу», где присоединился к юношескоц комнаде в возрастной категории до 19 лет. В 2018 году футболист стал выступать за молодёжную команду клуба. Дебютный матч за основную команду клуба футболист сыграл 15 декабря 2019 года в матче против львовских «Карпат», выйдя на замену на 94 минуте. Дебютным результативным действием за клуб футболист отличился 3 июля 2020 года в матче против «Львова», отдав голевую передачу. На протяжении сезона футболист преимущественно выступать за молодёжную команду, лишь под конец чемпионата став подтягиваться к основной команде, отличившись своей единственной голевой передачей.

#### Аренда в «Кремень»
В августе 2023 года футболист на правах арендного соглашения до конца сезона вернулся в кременчугский «Кремень». Дебютировал за клуб футболист 12 сентября 2020 года в матче против краматорского клуба «Авангард», выйдя на поле в стартовом составе. Первым результативным действием за клуб футболист отличился 15 ноября 2020 года в матче против херсонского «Кристалла», отдав голевую передачу. Дебютный гол за клуб футболист забил 16 апреля 2021 года в матче против одесского «Черноморца». На протяжении сезона футболист был в клубе одним из ключевых игроков, отличившись 2 забитыми голами и результативной передачей. По итогу сезона футболист вместе с клубом завершил чемпионат на итоговом предпоследнем месте, однако остались в Первой лиге.
В начале нового сезона летом 2021 года футболист остался в кременчугском клубе на ещё один сезон на правах арендного соглашения. Первый матч в новом сезоне футболист сыграл 24 иля 2021 года против клуба «ВПК-Агро», выйдя на поле в стартовом составе и отличившись своим первым в сезоне забитым голом. В матче 22 октября 2021 года против луцкого клуба «Волынь» футболист отличился забитым дублем. На протяжении первой половины сезона футболист продолжал выступать в клубе в роли одного из ключевых игроком, отличившись 6 забитыми голами и результативной передачей. На момент приостановки сезона футболист вместе с клубом завершили чемпионат на итоговом последнем месте в турнирной таблице. По окончании срока арендного соглашения футболист покинул клуб.

### «Кремень»

#### Сезон 2022/23
В августе 2022 года футболист на полноценной основе перешёл в кременчугский «Кремень». Первый матч в новом сезоне футболист сыграл 27 августа 2022 года против запорожского «Металлурга», выйдя на поле в стартовом составе с капитанской повязкой, также отличившись первыми забитыми в сезоне голами оформив дубль. В матче 18 сентября 2022 года против клуба «Горняк-Спорт» футболист отличился хет-триком из результативных передач и отличился также забитым голом, реализовав пенальти. Своим очередным забитым дублем за клуб футболист отличился 11 ноября 2022 года в матче против «Полтавы». В матче 27 ноября 2022 года футболист против клуба «Чернигов-ШВСМ» футболист отличился забитым хет-триком. По итогу первой половины чемпионата футболист стал лучшим бомбардиром с 11 забитыми голами, также отдав 4 голевые передачи. В январе 2023 года сообщалось, что футболист возвращается в «Ворсклу».

#### Аренда в «Металлург» Запорожье
В июле 2023 года футболист на правах арендного соглашения перешёл в запорожский «Металлург» до конца сезона. Дебютировал за клуб футболист 28 июля 2023 года в матче против своего бывшего клуба кременчугского «Кременя», выйдя на поле в стартовом составе. Дебютный гол за клуб футболист забил 2 августа 2023 года в матче Кубка Украины против клуба «Ингулец». Первый гол за клуб в чемпионате футболист забил 19 августа 2023 года в мтаче против «Полтавы». На протяжении первой половины сезона футболист выступал за запорожский клуб в роли одного из основных игроков, чередуя матчи в стартовом составе и со скамейки запасных, отличившись за этот период 3 забитыми голами и 2 результативными передачами во всех турнирах. В начале 2024 года футболист покинул запорожский клуб.

#### Аренда в «Гробиню»
В марте 2024 года футболист на правах арендного соглашения присоединился к латвийскому клубу «Гробиня». Дебютировал за клуб футболист 10 марта 2024 года в матче против «Риги», выйдя на замену на 58 минуте. Первым результативным действием за клуб футболист отличился 16 июня 2024 года в матче против клуба «Елгава», отдав голевую передачу. Дебютным забитым голом за клуб футболист отличился 2 июля 2024 года в матче против клуба «Ауда». По итогу сезона футболист вместе с клубом завершил чемпионат в зоне стыковых матчей за сохранение прописки. По итогу стыковых матчей футболист вместе с клубом победили клуб «Албертс», где сам украинец отличился в одной из встреч забитым голом. На протяжении сезона футболист выступал за латвийский клуб в роли одного из ключевых игроков, отличившись 5 забитыми голами и результативной передачей во всех турнирах.

### «Гробиня»
В начале 2025 года футболист на полноценной основе присоединился к латвийской «Гробине». Первый матч в новом сезоне за клуб футболист сыграл 6 марта 2025 года против клуба «Елгава», выйдя на поле в стартовом составе. Первым забитым голом в сезоне за клуб футболист отличился 30 марта 2025 года в матче против клуба «Метта». В матче 5 апреля 2025 года против клуба «Тукумс 2000» футболист получил разрыв связок, выбыв из распоряжения клуба на длительный период.